# DU-802
DU-802 はユージュノエ設計局が開発してユージュマシュで生産するロケットエンジンである。

## 概要
1基の主推進エンジンと周囲に配置された姿勢制御用の8基のバーニアスラスタと4個の球状の推進剤のタンクと4本の円筒状のヘリウムタンクで構成される。推力は推進剤の供給量を調整することで200-600kgfの範囲で調整できる。